# Земля Котса
Земля́ Ко́тса (англ. Coats Land) — частина території Західної Антарктиди між 20° і 36° західної довготи. На сході межує з Землею Королеви Мод, на заході переходить в шельфовий льодовик Фільхнера. Окремі прибережні ділянки носять назви Берег Луїтпольда та Берег Керда.
Майже вся територія Землі Котса являє собою поверхню материкового льодовикового щита з висотою 1000–2000 м. Товщина льоду сягає 500–1000 м. Льодові берега, представлені майже на всьому протязі шельфовими льодовиками, омиваються водами моря Ведделла. У західній частині є виходи корінних порід — гори Терон.